# Glaphyra cobaltina
Glaphyra cobaltina är en skalbaggsart som först beskrevs av Hayashi 1963.  Glaphyra cobaltina ingår i släktet Glaphyra och familjen långhorningar. Inga underarter finns listade i Catalogue of Life.